# قطعنامه ۷۰۰ شورای امنیت
قطعنامه  ۷۰۰ شورای امنیت سازمان ملل متحد که در تاریخ ۱۷ ژوئن ۱۹۹۱ تصویب شد، سندی بین‌المللی دربارهٔ عراق است. این قطعنامه طی نشست ۲۹۹۴ام با ۱۵ رای موافق، ۰ مخالف و ۰ ممتنع تصویب شد.